# Барышев, Демьян Семёнович
Демьян Семёнович Барышев (1903, село Зелёное — 4 февраля 1944) — советский партийный и государственный деятель.

## Биография
Родился в 1903 году в крестьянской семье в селе Зелёное.
В 1911 году поступил в сельскую начальную школу в родном селе Зелёное, которую окончил в 1915 году. Поступил в семилетнюю школу, которую был вынужден оставить из-за того, что отец ушёл на фронт, а 1916 году умерла мать. На его попечении находилась младшая сестра и он, оставшись главой семьи, батрачил на зажиточных крестьян. В 1925—1927 годах служил в Красной Армии в составе 2-го Кавказского полка Красного казачества.
В 1928 году вступил в ВКП(б). В 1928—1929 годах на партийной работе на Днепрострое. С октября 1929 года проходил курсы переподготовки пропагандистов. В 1931 году по командировке районного комитета КП(б) поступил на экономический факультет Коммунистического Университета преподавателей общественных наук в Москве.
Оставил учёбу в 1933 году и направлен ЦК ВКП(б) в Восточно-Казахстанскую область. Работал в политотделе совхоза «Калининский». В 1937 году начальник политотдела совхоза «Песчанский».
14 января 1938 года избран первым секретарём Самарского райкома КП(б) Казахстана. С августа 1938 по 1 февраля 1939 года начальник Восточно-Казахстанского областного земельного отдела. С 1 февраля 1939 года и. о. председателя Восточно-Казахстанского облисполкома. С октября 1939 по январь 1940 год и. о. председателя Семипалатинского областного исполкома.
С 6 марта 1940 по октябрь 1943 года председатель Восточно-Казахстанского облисполкома. 13 октября 1943 г. освобождён от должности в связи с длительной болезнью.

## Награды
- Орден «Знак Почёта».